# Шарлотт Найтс
«Шарлотт Найтс» (англ. Charlotte Knights) — профессиональный бейсбольный клуб, с 1993 года выступающий в Южном дивизионе Международной лиги. С 1999 года команда входит в систему клуба МЛБ «Чикаго Уайт Сокс».
Клуб был основан в 1976 году под названием «Шарлотт Ориолс», название «Найтс» носит с 1989 года. Команда два раза выигрывала Кубок губернатора, вручаемый победителю Международной лиги.

## История
Команда была основана в 1976 году, когда промоутер Джим Крокетт приобрёл команду «Ашвилл Ориолс», входившую в систему фарм-клубов «Балтимора». Он перевёз клуб в Шарлотт. Команда сохранила за собой место в Южной лиге уровня AA. В 1980 и 1984 годах клуб выигрывал чемпионат лиги, а в её составе выступали звёзды «Балтимора» — Эдди Мюррей и Кэл Рипкен.
В марте 1985 года стадион «Крокетт Парк», построенный преимущественно из дерева, сгорел во время большого пожара после игры школьных команд. Был построен временный стадион на 3 000 мест, но из-за открытости его для ветра и дождей посещаемость стала падать. В 1987 году основатель баскетбольного клуба «Шарлотт Хорнетс» бизнесмен Джордж Шинн выкупил «Ориолс» у семьи Крокетт и начал строительство нового стадиона. В 1988 году по результатам конкурса клубу дали новое название — «Найтс». В 1989 году закончилось двенадцатилетнее сотрудничество с «Балтимором», команда вошла в систему «Чикаго Кабс». На время строительства стадиона «Найтс» переехали в Форт-Милл в Южной Каролине.
В 1993 году Шарлотт получил право разместить у себя команду Международной лиги во время её расширения. Впервые в городе появился клуб AAA-лиги. Новая команда также получила имя «Шарлотт Найтс» и вошла в систему «Кливленд Индианс». Клуб Южной лиги сначала переехал в Нэшвилл, а затем в Мобил и сейчас носит имя «Мобил Бэй Берз». Новые «Найтс», ведомые Джимом Томом и Мэнни Рамиресом, выиграли чемпионат Международной лиги в дебютном сезоне 1993 года.
С 1995 по 1998 год «Найтс» являлись фарм-клубом «Флориды Марлинс». Перед стартом чемпионата 1999 года Джордж Шинн продал клуб бизнесмену Дону Биверу, который подписал соглашение о сотрудничестве с «Чикаго Уайт Сокс», которое действует и сейчас. В том же 1999 году команда второй раз в своей истории выиграла Международную лигу.
В 2014 году был открыт новый стадион — «BB&T Боллпарк», расположенный в одном квартале от арены клуба НФЛ «Каролина Пэнтерс». Чтобы привлечь болельщиков на трибуны был также проведён ребрендинг команды — изменился логотип и клубные цвета. На рубашках игроков появились тонкие полоски, присутствовавшие на форме бейсбольной команды «Шарлотт Хорнетс», базировавшейся в городе до 1973 года.

## Сотрудничество с клубами МЛБ
- Балтимор Ориолс (1976—1988)
- Чикаго Кабс (1989—1992)
- Кливленд Индианс (1993—1994)
- Флорида Марлинс (1995—1998)
- Чикаго Уайт Сокс (1999—н. в.)

## Текущий состав
По состоянию на 16 апреля 2018 года

| Питчеры: - - Зак Бурди - 9 Хеанмар Гомес - 14 Роб Скэйхилл - 16 Крис Бек - 19 Дилан Кови - 23 Робби Росс-мл. - 24 Тьягу Виейра - 26 Тайлер Дэниш - 30 Хуан Минайя - 31 Хавьер Седеньо - 33 Донн Роуч - 34 Майкл Копеч - 45 Грегори Инфанте - 47 Ти Джей Хаус | Кэтчеры: - 21 Альфредо Гонсалес - 22 Бретт Остин Инфилдеры: - 3 Джейк Элмор - 4 Хуан Перес - 6 Хосе Рондон - 10 Эдди Альварес - 12 Мэтт Скол - 13 Кейси Гилласпи - 20 Патрик Леонард | Аутфилдеры: - 2 Чарли Тилсон - 5 Дэниел Палка - 7 Райан Корделл - 8 Джейкоб Мэй | Менеджер: - 15 Марк Грудзиланек |